# The Boring Company
The Boring Company (TBC); (também conhecida como To Be Continued, Tunnels R Us e American Tubes and Tunnels) é uma companhia de infraestrutura e de construção de túnel fundada por Elon Musk no fim de 2016 depois dele mencionar a ideia de construir túneis, na sua conta do X, antigo Twitter. Musk citou as dificuldades e limitações com a atual rede de transporte 2D como inspiração para o projeto.

## História
Em Fevereiro de 2017, a companhia começou a cavar uma trincheira de teste de 9 metros de largura, 15 metros de comprimento e 4,6 metros de profundidade nas instalações dos escritórios da SpaceX em Los Angeles, já que não é necessária permissão para construir nesse lugar. De acordo com Musk, o objetivo da companhia é aumentar a velocidade de tunelamento o suficiente para estabelecer uma rede de túneis subterrânea financeiramente viável.

"Se você acha que os túneis vão 10, 20, 30 camadas de profundidade (ou mais), é óbvio que fazer em 3D no subterrâneo vai melhorar a necessidade de qualquer cidade de transporte de tamanho arbitrário."— Elon Musk
Em Março de 2017, Musk anunciou que alguma hora em Abril a companhia iria começar a usar o tunel boring machine (TBM) para começar a cavar um túnel utilizável na SpaceX. No final de abril de 2017, um TBM foi visto na SpaceX com o nome da companhia no lado. Foi revelado que o TBM recebeu o nome de "Godot" em maio de 2017 depois de Becket interpretar Waiting for Godot. TBMs futuros serão nomeados com poemas, peças, poetas e dramaturgos.
Em maio de 2017, Musk disse que a primeira rota criada vai de LAX para Culver City, então para Santa Mônica e terminará em Westwood. Musk alega que a viagem de túnel vai demorar cinco minutos, comparado com a direção normal que pode levar mais de 45 minutos para ir de LAX para Westwood. Essas viagens serão implementadas ao colocar o carro num trenó elétrico onde viajará á 125 mph (200 km\h) através dos túneis.
Em dezembro de 2017, Musk prometeu que iria vender um lança-chamas. De fato, ele está disponível por US$ 500. São 20 mil unidades no total, e todas já foram vendidas.